# Joaquim Nabuco
Joaquim Aurélio Barreto Nabuco de Araújo (Recife, 19 août 1849 - Washington, 17 janvier 1910) était un homme politique brésilien, diplomate, historien, juriste, journaliste et un des fondateurs de l'Académie brésilienne des lettres (Academia Brasileira de Letras).
Il fut un des grands diplomates de l'Empire, et en outre un orateur, un poète et un mémorialiste. À côté d'O Abolicionismo (L'abolitionnisme), Minha Formação (Ma Formation) figure comme des mémoires de premier ordre, où on perçoit le paradoxe de quelqu'un qui a grandi dans une famille de propriétaires d'esclaves, mais qui a choisi de lutter pour l'abolition de l'esclavage. Nabuco avoue sentir une « nostalgie des esclaves » en raison de leur générosité, qui s'opposait à l'égoïsme des maîtres. « L'esclavage restera pour longtemps comme la caractéristique nationale du Brésil », a-t-il affirmé.

« Le vrai patriotisme, c'est celui qui concilie la patrie et l'humanité. »

— Nabuco

## Biographie
Il était le fils du juriste et homme politique originaire de Bahia, José Tomás Nabuco de Araújo Filho, sénateur de l'Empire et qui avait jugé les rebelles de la Révolution de la Plage dans le Pernambouc, et d'Anna Benigna de Sá Barreto Nabuco de Araújo (fille de Francisco de Sá Barreto, cousin de Francisco Pais Barreto, petit-fils du sénateur José Tomás Nabuco de Araújo).
Il épousa Evelina Torres Soares Ribeiro, fille de José Antônio Soares Ribeiro, premier baron d'Inoã (ou Inhoã), et petite-fille de Cândido José Rodrigues, premier baron d'Itambi. De cette union naquirent : Maurício, qui fut diplomate et, comme son père, ambassadeur du Brésil aux États-Unis ; Joaquim, qui fut prêtre de l'Église catholique, obtenant finalement le titre de Monseigneur et de Protonotaire pontifical ; Carolina, écrivain de renom; Mariana et José Tomas, ce dernier devait épouser Maria do Carmo Alvim de Mello Franco Nabuco, fille d'Afrânio de Mello Franco, premier ministre des Relations Extérieures du gouvernement de Getúlio Vargas.
Joaquim Nabuco s'opposa résolument à l'esclavage, qu'il combattit aussi bien dans ses activités politiques que dans ses écrits. Il fit campagne contre l'esclavage à la Chambre des députés en 1878 et fonda la Société antiesclavagiste brésilienne, ce qui fait de lui un des plus grands responsables de l'Abolition en 1888.
Après la chute de la monarchie brésilienne il se retira un certain temps de la vie publique.
Par la suite il fut ambassadeur aux États-Unis (1905-1910).
Aux États-Unis il contribua beaucoup à faire connaître Les Lusiades de Camões, et publia à leur sujet trois conférences en anglais : The Place of Camões in Littérature (La place de Camões dans la littérature), Camões : the lyric Poet (Camoes : le poète lyrique), et The Lusiads as the Epic of Love (Les Lusiades comme épopée de l'amour), qu'Arthur Bomilcar traduisit par la suite en Portugais.
En 1908 il reçut le grade de docteur ès lettres à l'université Yale, et fut invité à prononcer le discours officiel de clôture de l'année universitaire qui avait lieu le jour de la délivrance des diplômes à l'université de Chicago, ainsi qu'un discours officiel à l'université du Wisconsin-Madison, ce qui constituait de grands honneurs.
Il passa également de longues années aussi bien en Angleterre qu'en France, et il y fut un défenseur résolu du panaméricanisme, présidant la conférence panaméricaine de 1906.
Il fut un des fondateurs de l'Académie brésilienne des lettres, où il occupa le fauteuil qui portait le nom de Maciel Monteiro. Parmi les immortels, il entretint une grande amitié avec l'écrivain Machado de Assis, qui gardait même chez lui un portrait de Nabuco accroché à un mur, et avec lequel il prit l'habitude d'échanger des lettres, qui ont fini par être publiées,
Campo Grande, (Mato Grosso do Sul) lui a rendu hommage en donnant son nom à une artère importante de la ville.

## Conceptions politiques

### Abolition de l'esclavage
Nabuco était monarchiste et il conciliait cette position politique avec son engagement abolitionniste. Il attribuait à l'esclavage la responsabilité d'une grande partie des problèmes que devait affronter la société brésilienne, soutenant ainsi qu'il fallait supprimer le travail servile avant toute modification dans le domaine politique.
L'abolition de l'esclavage, toutefois, ne devrait pas se faire d'une manière abrupte ou violente, mais devait se fonder sur une prise de conscience par la nation des avantages qui en résulteraitent pour la société brésilienne.
Il n'attribuait pas non plus au mouvement des droits civiques à l'extérieur du Parlement le rôle de conduire à l'abolition. Selon lui elle ne pourrait être décidée que par voie parlementaire. En dehors de ce contexte, elle ne devait se fonder que sur les valeurs humanitaires qui appuieraient l'abolition une fois qu'elle serait établie.
Il critiquait aussi la position de l'Église catholique par rapport à l'abolitionnisme, disant d'elle qu'elle était « la plus honteuse possible », parce que personne ne l'avait jamais vue prendre parti en faveur des esclaves. Et il continuait ainsi :

« L'Eglise catholique, en dépit de son immense pouvoir dans un pays qui croit encore en elle avec passion, n'a jamais élevé la voix au Brésil pour soutenir l'émancipation. »

### Liberté religieuse
Aux côtés de Ruy Barbosa, Nabuco a pris une place importante dans la lutte pour la liberté de religion au Brésil où, à cette époque, la religion catholique était officielle, faisant de ce pays un État confessionnel. Comme Ruy Barbosa, il défendait la séparation de l'État et de la religion ainsi que la laïcité de l'enseignement public.
Dans un discours prononcé le 15 mai 1879, qui touchait aussi bien la question de l'enseignement public, que la séparation entre l'État et la religion, il répond à des remarques de plusieurs membres:

« Je voudrais bien être d'accord avec les honorables députés, sur le point qu'il faudrait accorder la liberté à toutes les sectes, mais du fait que l'Église catholique est, en face des autres sectes, dans une position privilégiée (...), les honorables députés doivent admettre que (...) cette Église fera à l'État lui-même, qui lui assure sa protection, une vive concurrence sur le terrain vraiment laïque et national de l'enseignement supérieur. Si les honorables députés nobles souhaitent accorder de plus grandes franchises, de nouveaux droits à l'Église catholique, alors qu'ils la séparent de l'État. »

Plus loin il dit : 

« C'est l'Église catholique qui réclame partout la liberté de l'enseignement supérieur. Une telle liberté n'a pas été réclamée en France par les libéraux ; mais par l'Église. (…) Serait-ce qu'elle reconnaît que l'enseignement doit être libre ? Non, puisque le Syllabus fulmine l'excommunication contre quiconque soutient cette idée ». Ce qu'elle souhaiterait, c'est "partager le monopole pour que, le jour où elle se retrouvera la seule maîtresse (…),elle puisse fermer la porte à la liberté et à la science" ». »

Dans un passage mémorable il parle ainsi :

« L'Église catholique a été grande par le passé, quand elle était encore le christianisme ; quand elle est née au milieu d'une société corrompue, quand elle avait l'espoir de convertir les Barbares qui s'agitaient aux portes d'un Empire miné par l'égoïsme, corrompu par le césarisme, moralement dégradé par l'esclavage. L'Église Catholique a été grande quand il lui fallait se cacher dans les catacombes, quand elle était persécutée. Mais, depuis que Constantin a partagé avec elle l'empire du monde, depuis que l'ancienne persécutée s'est assise sur le trône et qu'elle a revêtu la pourpre des césars, depuis que, au contrairement aux paroles de son divin fondateur, qui avait dit :  « Mon royaume n'est pas de ce monde », elle n'a eu d'autre religion que la politique, d'autre ambition que le pouvoir, l'Église a été la plus constante persécutrice de l'esprit de liberté, la dominatrice des consciences, jusqu'à se faire l'ennemie irréconciliable du progrès scientifique et de la liberté intellectuelle de notre siècle ! »

Et l'orateur finit en assurant qu'il n'est pas l'ennemi du catholicisme religieux mais bien du « catholicisme politique » :

« Je ne suis pas l'ennemi de l'Église catholique. Il suffit qu'elle ait favorisé le progrès des arts, qu'elle ait été un facteur de l'histoire, qu'elle soit l'Église de la grande majorité des Brésiliens et de notre race, pour que je ne me fasse pas son adversaire. Quand le catholicisme trouve son refuge dans l'âme de chacun, je le respecte ; c'est une religion de la conscience, c'est un grand sentiment de l'humanité. Mais ce dont je suis l'ennemi, c'est de ce catholicisme politique, de ce catholicisme qui réunit en lui tous les absolutismes, c'est de ce Catholicisme qui partout combat la civilisation et veut la faire revenir en arrière. »

Ironie de l'histoire : en 2009 a été promulguée la loi nº 11.946 qui institue l'année 2010 comme Année nationale Joaquim Nabuco, et c'est en 2009 qu'a été signé un accord portant sur les relations entre le Brésil et le Vatican et qui prévoit la possibilité d'un enseignement religieux dans les écoles publiques, en contradiction totale avec les convictions de Nabuco.

### Interprétation dynamique de la Constitution
Dans un discours prononcé le 29 avril 1879 sur la réforme constitutionnelle, alors en cours de débat, Nabuco exprima sa vision dynamique sur la façon d'interpréter la Constitution, une idée très avancée pour son époque et qui, aujourd'hui encore, continue à être débattue. Il disait en effet :

« Notre constitution n'est pas faite à l'image de ces cathédrales gothiques, construites à grands frais et qui représentent, au milieu de notre civilisation avancée, au milieu de l'activité trépidante de notre temps, des époques de passivité et d'inaction ; notre constitution est au contraire une formation naturelle, une de ces formations semblables au sol où des couches successives se sont déposées, où la vie pénètre partout, sujette à l'éternel mouvement, et où les erreurs qui passent sont ensevelies sous les vérités qui naissent. »

Après les protestations d'autres députés, il poursuit:

« Notre constitution n'est pas une barrière dressée sur notre chemin, elle ne constitue pas des Tables de la Loi, reçues du législateur divin et auxquelles on ne pourrait pas toucher, car elles sont protégées par le tonnerre et les éclairs... Non, messieurs. »

Après de nouvelles interventions d'autres députés il continue :

« Notre Constitution est une grande mécanique libérale et un mécanisme auquel participent tous les organes de mouvement et de progrès, c'est un organisme vivant qui suit son chemin et s'adapte aux situations différentes qui, à chaque époque, ne peuvent manquer de se produire. »

Membre du Parti libéral, Nabuco conclut:

« Messieurs, c'est le Parti conservateur qui devait prendre la défense de la constitution et souhaiter qu'elle fût un monument écrit dans une langue morte, une sorte de Talmud, dont les articles pourraient être opposés les uns aux autres par les interprètes officiels. »

## Œuvres
- Camões e os Lusíadas, 1872) (Camões et les Lusiades)
- L'Amour est Dieu - poésies lyriques, 1874 ;
- O Abolicionismo, 1883 (L'Abolitionnisme, 1883
- Campanha abolicionista no Recife – 1885 (Campagne abolitionniste à Recife) ;
- O erro do Imperador – história, 1886 (L'erreur de l'Empereur – histoire) ;
- Escravos – poesia, 1886 (Esclaves – poésie)
- Porque continuo a ser monarquista, 1890 (Pourquoi je suis toujours monarchiste)
- Balmaceda – biografia, 1895 ; (Balmaceda – biographie)
- O dever dos monarquistas, 1895 (Le devoir des monarchistes)
- A intervenção estrangeira durante a revolta – história diplomática, 1896 (Une intervention étrangère pendant la révolte – histoire diplomatique)
- Um estadista do Império - biografia, 3 tomos,1897-1899 (Un homme d'État de l'Empire)
- Minha formação – memórias, 1900 (Ma formation – mémoires)
- Escritos e discursos literários, 1901 (Écrits et discours littéraires)
- Pensées detachées et souvenirs, 1906
- Discursos e conferências nos Estados Unidos – tradução do inglês de Artur Bomilcar, 1911 (Discours et  conférences aux États-Unis – traduit de l'anglais par Artur Bomilcar)
- Obras completas (14 volumes) organizado por Celso Cunha, 1947-1949) (Œuvres complètes en 14 volumes, réunies par Celso Cunha.

## Année Joaquim Nabuco
Au Brésil, la loi n ° 11.946 du 15 juin 2009 a désigné l'année 2010 comme Année nationale Joaquim Nabuco.